# Azzurro (film, 2000)
Pour les articles homonymes, voir Azzurro.
Pour plus de détails, voir Fiche technique et Distribution.
Azzurro est un film franco-italo-suisse réalisé par Denis Rabaglia, sorti en 2000. Ce film a reçu le Prix suisse du cinéma 2000.

## Synopsis
Giuseppe de Metrio a 75 ans, dont 30 ans passés à Genève comme contremaître. Aujourd'hui à la retraite dans les Pouilles, il s'occupe de sa petite-fille aveugle qui attend une opération qui lui redonnera la vue. Mais l'opération tarde à venir. Giuseppe retourne en Suisse pour chercher l'argent nécessaire à l'opération.

## Fiche technique
- Titre : Azzurro
- Réalisation : Denis Rabaglia
- Assistante à la réalisation : Serenella Converti
- Scénario : Antoine Jaccoud, Denis Rabaglia, Luca de Benedittis
- Production : Alhena Films, C-Films AG, F.R.P., Gam Films, Machinassou, PCT Cinéma & Télévision S.A. Technovisual, Télévision Suisse Italienne
- Directeurs de production : Francois Baumberger, Livio Negri
- Producteur exécutif : Edi Hubschmid
- Photographie : Dominique Grosz
- Décors : Fabrizio Nicora
- Costumes : Eva Coen
- Montage : Claudio Di Mauro (amc)
- Musique originale : Louis Crelier
- Pays d'origine :  Suisse,  France,  Italie
- Format : couleurs ainsi que noir et blanc
- Date de sortie : 2000

## Distribution
- Paolo Villaggio : Giuseppe De Metrio
- Francesca Pipoli : Carla De Metrio
- Marie-Christine Barrault : Madame Broyer
- Jean-Luc Bideau : Monsieur Broyer
- Julien Boisselier : Pascal Broyer
- Antonio Petrocelli : Roberto De Metrio
- Soraya Gomaa : Lucia De Metrio
- Renato Scarpa : Giorgio
- Tom Novembre : Philippe
- Graziano Giusti : Professeur Papaleo
- Anna Ferruzzo : Infirmière
- Domenico Carli : Prêtre
- Maria Palumbo : Pleureuse
- Emmanuela Iannacci : Pleureuse
- Antonio Miggiano : Vittorio Stefanelli
- Valerio Balestrieri : Fils Stefanelli
- Gabriella De Marco : Fille Stefanelli
- Lina Cotrufo : Veuve Stefanelli
- Christophe Burgess : Petit Pascal
- Enzo Marchetti : Chef de gare
- Pierre Maulini : Chauffeur de taxi
- Rebecca Bonvin : Serveuse
- Jean-Pierre Gos : Client
- Bernard Kordylas : Postier
- Michele d’Errico : Employé check-in
- Caroline Cons : Sœur
- Gabriele Bazzichi : Marié
- Alexandra Tiedemann : Mariée
- Tony Russo : Chanteur
- Daniel Rausis : Invité mariage
- Roland Carey : Monsieur Hurlimann
- Martine Vultaggio : Madame Hurlimann
- Aviva Joel : Femme à la table
- Philippe De Marchi : Témoins
- Christine d’Andres : Témoins
- François Germond : Ophtalmologue
- Jacques Sierro : Infirmier

## Distinctions
- Prix du Cinéma suisse 2001 du Meilleur long-métrage.
- Film de Clôture & Pardo d'Oro à la Carrière pour Paolo Villaggio, 53e Festival international du film de Locarno 2000, Suisse.
- Bayard d'Or du Meilleur Scénario & Prix du Public, 15e Festival International du Film Francophone de Namur 2000, Belgique.
- Taureau Ailé du Meilleur Film, 11e FilmKunstFest de Schwerin 2001, Allemagne.
- Prix du Public, 3e Festival International du Film Francophone de Bratislava 2001, Slovaquie.
- Prix du Public, 7e Festival "Comicittà" de Frosinone 2001, Italie.
- Camério du Meilleur Acteur à Paolo Villaggio & Camério de la Meilleure Actrice à Francesca Pipoli, 19e Festival International du Film de Rimouski 2001, Canada.
- Prix Spécial du Jury & Ousfor d'Or à Paolo Villaggio, 1er Festival du Film Francophone de Safi 2003, Maroc.
- Meilleur Scénario, 4e Festival International du Film du Zimbabwe 2001.
- Prix du Film de la Ville de Zurich 2001 au Producteur Edi Hubschmid.
- Prime à la Qualité 2001, Office fédéral de la culture, Suisse.
- Nomination meilleure chanson originale écrite pour un film Quante cose chiare de Louis Crelier & Lucia Albertoni, World Soundtrack Awards 2001 de Gand, Belgique.